# David Loria
David Grigorievich Loria (Tselinograd, 31 oktober 1981) is een Kazachs voetballer die dienstdoet als doelman. Loria debuteerde in 2000 in het Kazachs voetbalelftal.

## Clubcarrière
Loria debuteerde in 1996 in het betaald voetbal bij Avtomobilist Shortandiy uit Kazachstan. Hij voetbalde daarna voor vier andere Kazachse clubs (FC Astana, Zhenis Astana, Yesil Kokshetau en Shakhtyor Karaganda). In 2007 ging Loria de grens over om bij Halmstads BK doelman Magnus Bahne te vervangen, die geblesseerd was.
| seizoen     | club                    | land       | competitie   | wed. | goals |
| ----------- | ----------------------- | ---------- | ------------ | ---- | ----- |
| 1997        | Avtomobilist Shortandiy | Kazachstan | Super League | 1    | 0     |
| 1998        | FC Astana               | Kazachstan | Super League | 3    | 0     |
| 1999        | Zhenis Astana           | Kazachstan | Super League | 7    | 0     |
| 2000        | Zhenis Astana           | Kazachstan | Super League | 12   | 0     |
| 2001        | Zhenis Astana           | Kazachstan | Super League | 22   | 0     |
| 2002        | Zhenis Astana           | Kazachstan | Super League | 26   | 0     |
| 2003        | Yesil Kokshetau         | Kazachstan | Super League | 7    | 0     |
| 2004        | Shakhtyor Karaganda     | Kazachstan | Super League | 35   | 0     |
| 2005        | Shakhtyor Karaganda     | Kazachstan | Super League | 30   | 0     |
| 2006        | → FC Astana             | Kazachstan | Super League | 24   | 0     |
| 2007        | Shakhtyor Karaganda     | Kazachstan | Super League | 18   | 0     |
| 2007        | → Halmstads BK          | Zweden     | Allsvenskan  | 7    | 0     |
| 2008        | Shakhtyor Karaganda     | Kazachstan | Super League | 29   | 0     |
| 2009        | Spartak Naltsjik        | Rusland    | Premjer-Liga | 2    | 0     |
| 2009        | → Astana FK             | Rusland    | Premjer-Liga | 2    | 0     |
| 2010        | Irtysj Pavlodar         | Kazachstan | Super League | 32   | 0     |
| 2011        | Irtysj Pavlodar         | Kazachstan | Super League | 9    | 0     |
| 2012        | Irtysj Pavlodar         | Kazachstan | Super League | 14   | 0     |
| 2011-2012   | Çaykur Rizespor         | Turkije    | TFF 1. Lig   | 33   | 0     |
| 2013        | Kairat Almaty           | Kazachstan | Super League | 13   | 0     |
| 2014        | Kairat Almaty           | Kazachstan | Super League | 3    | 0     |
| 2014-2015   | Karşıyaka SK            | Turkije    | TFF 1. Lig   | 8    | 0     |
| 2014-2017   | Irtysj Pavlodar         | Kazachstan | Super League | 84   | 0     |
| 2018        | Ordabası FK Şımkent     | Kazachstan | Super League | 7    | 0     |
| 2018        | Kairat Almaty           | Kazachstan | Super League | 1    | 0     |
| 2019        | Oqjetpes FK Kökşetaw    | Kazachstan | Super League | 0    | 0     |
| Bijgewerkt: | 10 januari 2019         |            | Totaal       | ...  | .     |

## Interlandcarrière
Loria maakte op 26 mei 2000 zijn debuut voor de nationale ploeg van Kazachstan, in een wedstrijd tegen Syrië (4-0 nederlaag), net als Maksim Samchenko. Hij won met Kazachstan brons op de Oost Aziatische Spelen 2001.

## Trivia
- In juli 2007 liep Loria eerst een week stage bij PSV maar kreeg geen contract. Later die maand liep hij stage bij Sparta Rotterdam maar moest die afbreken vanwege een hersenschudding.[1]

## Erelijst
- 2000, 2005 en 2006: Kazachs doelman van het jaar.
- 2000, 2001 en 2006: Kampioenstitel Super League
- 2000 en 2002: Winnaar Beker van Kazachstan